# San Martín Proba
La San Martín Proba est une course cycliste espagnole disputée au mois de juin autour de la commune d'Ataun (Guipuscoa), dans la communauté autonome du Pays basque. Inscrite au calendrier du Torneo Euskaldun, elle est réservée aux cyclistes âgés de 19 à 26 ans.
L'épreuve a décerné à plusieurs reprises les titres de champion du Pays basque sur route, notamment lors des éditions 2013, 2014, 2015 et 2021. En 2019, elle est organisée dans le cadre des championnats provinciaux du Guipuscoa.

## Palmarès depuis 1981
| Année | Vainqueur              | Deuxième             | Troisième                   |
| ----- | ---------------------- | -------------------- | --------------------------- |
| 1981  | Julián Gorospe         |                      |                             |
| 1982  | José Luis Jaimerena    |                      |                             |
| 1983  | Jokin Mujika           |                      |                             |
| 1984  | Francisco Navarro      |                      |                             |
| 1985  | Ángel María Monreal    |                      |                             |
| 1986  | Alberto Mota           |                      |                             |
| 1987  | Aitor Garmendia        |                      |                             |
| 1988  | Joseba Nuñez           |                      |                             |
| 1989  | Ignacio García Camacho |                      |                             |
| 1990  | Asier Goienetxea       |                      |                             |
| 1991  | Asier Goienetxea       |                      |                             |
| 1992  | Imanol Mugarza         |                      |                             |
| 1993  | Agustín Sagasti (es)   |                      |                             |
| 1994  | Aitor Osa              |                      |                             |
| 1995  | Jesús Bizkarra         |                      |                             |
| 1996  | Ion Azkuna             |                      |                             |
| 1997  | Ernesto Manchón        |                      |                             |
| 1998  | Josu Isasi             | Jon Bru              | Antonio Nuñez               |
| 1999  | Jon Bru                | Iban Mayo            | Gorka González              |
| 2000  | Xavier Florencio       | Javier Gastón        | Iñaki González              |
| 2001  | Aitor Pérez Arrieta    | Juan Fuentes         | Gorka Verdugo               |
| 2002  | Dionisio Galparsoro    | Joseba Albizu        | Gorka Verdugo               |
| 2003  | Eugenio Pineda         | Seth Collins         | Aitor Galdós                |
| 2004  | Iker Leonet            | Jacinto Ceballos     | Ángel Vázquez Iglesias (es) |
| 2005  | Iván Velasco           | Mikel Elgezabal (es) | Ion Azkoitia                |
| 2006  | Iker Aramendia         | Francisco Gutiérrez  | Sergio de Lis               |
| 2007  | Ugaitz Artola          | Fabricio Ferrari     | Iker Aramendia              |
| 2008  | Ugaitz Artola          | Fabricio Ferrari     | Egoitz Murgoitio            |
| 2009  | ?                      | ?                    | ?                           |
| 2010  | Michael Torckler       | Paul Kneppers        | Oriol Colomé                |
| 2011  | Antonio Molina         | Jon Gárate           | Peter van Dijk              |
| 2012  | Jon Pardo (es)         | Asier Bolívar        | Beñat Txoperena             |
| 2013  | Kepa Vallejo           | Julen Mitxelena      | Aitor González Prieto       |
| 2014  | Unai Intziarte         | Egoitz Fernández     | Aritz Bagües                |
| 2015  | Aitor González Prieto  | Mikel Elorza         | Egoitz Fernández            |
| 2016  | Egoitz Fernández       | Xuban Errazkin       | Marcos Rojo (es)            |
| 2017, | Sergio Samitier        | Christofer Jurado    | Gonzalo Serrano             |
| 2018, | Asier Etxeberria       | Odei Juango          | Ángel Coterrillo            |
| 2019  | Jefferson Cepeda       | Sergio Román Martín  | Eduardo Armengol            |
| 2020  | pas de course          | pas de course        | pas de course               |
| 2021  | Unai Aznar             | Ailetz Lasa          | Joseba López                |
| 2022  | Mulu Hailemichael      | Joseba López         | Enekoitz Azparren           |
| 2023  | Dylan Westley          | Ailetz Lasa          | Unai Zubeldia               |
| 2024  | Gari Ugarte            | Beñat Carbayeda      | Iñaki Trujillo              |